# Campionati italiani estivi di nuoto 1920
I Campionati italiani estivi di nuoto 1920 si sono svolti alla Spezia, dove è stato allestito un campo a mare da 100 metri, tra il 31 luglio e il 1º agosto 1920. Sono state disputate solo gare maschili.

## Podi
| Evento               | Oro                                                                     | Tempo   | Argento | Tempo | Bronzo | Tempo |
| Stile libero         |                                                                         |         |         |       |        |       |
| 100 m                | Mario Massa                                                             | 1'12"6  | -       | -     | -      | -     |
| 400 m                | Antonio Quarantotto                                                     | 6'08"0  | -       | -     | -      | -     |
| 1500 m               | Gilio Bisagno                                                           | 32'00"0 | -       | -     | -      | -     |
| Dorso                |                                                                         |         |         |       |        |       |
| 100 m                | Gino Tripold                                                            | 1'37"6  | -       | -     | -      | -     |
| Rana                 |                                                                         |         |         |       |        |       |
| 100 m                | Emerico Biach                                                           | 1'31"6  | -       | -     | -      | -     |
| Staffette            |                                                                         |         |         |       |        |       |
| 4x200 m stile libero | Sampierdarenese Quintarelli Lungavia Agostino Frassinetti Gilio Bisagno | 12'12"2 | -       | -     | -      | -     |